# Theobald Schurte
Theobald „Theo“ Schurte (* 31. Mai 1940) ist ein ehemaliger liechtensteinischer Sportschütze.

## Karriere
Theobald Schurte trat bei den Olympischen Spielen 1984 in Los Angeles in der Disziplin 50 Meter Kleinkaliber liegend an. Er belegte den 44. Rang.